# 濯水镇 (务川县)
濯水镇，是中华人民共和国贵州省遵义市务川仡佬族苗族自治县下辖的一个乡镇级行政单位。

## 行政区划
濯水镇下辖以下地区：
沧浪村、长江村、石笋村、花园村、乐园村、河坝村、复兴村、青茶村、鹿池村和双联村。